# Patryk Procek
Patryk Procek (Rybnik, Polonia, 1 de marzo de 1995) es un futbolista polaco. Juega de arquero y su equipo actual es el AEL Limassol de la Primera División de Chipre.

## Clubes
| Club             | País    | Año         | PJ | Goles |
| ---------------- | ------- | ----------- | -- | ----- |
| Nadwiślan Góra   | Polonia | 2014 - 2015 |    |       |
| Skra Częstochowa | Polonia | 2015        |    |       |
| ROW Rybnik       | Polonia | 2015 - 2016 | 11 | 0     |
| Ethnikos Achnas  | Chipre  | 2016 - 2018 | 19 | 0     |
| GKS Katowice     | Polonia | 2018        |    |       |
| AEL Limassol     | Chipre  | 2018 -      | 19 | 0     |

## Palmarés

### Títulos nacionales
| Título         | Club         | País   | Año  |
| -------------- | ------------ | ------ | ---- |
| Copa de Chipre | AEL Limassol | Chipre | 2019 |